# آموس لین
آموس لین (انگلیسی: Amos Lin; ۲ ژوئیهٔ ۱۹۳۳ – ۲۱ سپتامبر ۲۰۲۰) بازیکن بسکتبال اهل اسرائیل بود. وی در بازی‌های المپیک تابستانی ۱۹۵۲ شرکت کرده‌است.